# Kardynałowie z nominacji antypapieża Benedykta XIII
Benedykt XIII (1394–1422), antypapież obediencji awiniońskiej w okresie wielkiej schizmy zachodniej mianował 19 nowych kardynałów, choć często nie uwzględnia się czterech ostatnich nominacji, jakich dokonał już po swojej depozycji przez Sobór w Konstancji w 1417. Z uwagi na nielegalność pontyfikatu Benedykta XIII uważa się ich czasem za pseudokardynałów, jednak wielu z nich uzyskało potwierdzenie swoich godności na soborach w Pizie (1409) i Konstancji (1414–18) oraz od wybranego w 1417 papieża Marcina V:

## Nominacje w latach 1394–1417

### 24 grudnia 1395
1. Pierre Blain, referendarz papieski – kardynał diakon S. Angelo in Pescheria[1], zm. 12 grudnia 1409.

### 22 września 1397
1. Fernando Pérez Calvillo, biskup Tarazony – kardynał prezbiter Ss. XII Apostoli (tytuł nadany 24 września 1397), zm. 1404.
2. Jofré de Boil, referendarz papieski – kardynał diakon S. Maria in Aquiro (tytuł nadany 24 września 1397), zm. 7 listopada 1400.
3. Pedro Serra, biskup Katanii – kardynał prezbiter Ss. Silvestro e Martino (tytuł nadany 22 listopada 1399), zm. 8 października 1404.

### 21 grudnia 1397
1. Berenguer de Anglesola, biskup Gerony – kardynał prezbiter S. Clemente, następnie kardynał biskup Porto e S. Rufina (29 maja 1406), zm. 23 sierpnia 1408.
2. Bonifacio Ammannati, notariusz apostolski – kardynał diakon S. Adriano, zm. 19 lipca 1399.
3. Louis de Bar, biskup Langres – kardynał diakon S. Agata in Suburra[2], następnie kardynał prezbiter Ss. XII Apostoli (2 lipca 1409), kardynał biskup Porto e Santa Rufina (23 września 1412), zm. 23 czerwca 1430.

### 9 maja 1404
1. Miguel de Zalba, kanonik w Segowii – kardynał diakon S. Giorgio in Velabro, zm. 24 sierpnia 1406.
2. Antonio de Challant, kanclerz księstwa Sabaudii – kardynał diakon S. Maria in Via Lata[2], następnie kardynał prezbiter S. Cecilia (19 marca 1412), zm. 4 września 1418.

### 22 września 1408
1. Pierre Ravat CanReg, arcybiskup Tuluzy – kardynał prezbiter S. Stefano al Monte Celio, zm. 1417.
2. Jean d'Armagnac, arcybiskup Rouen – kardynał prezbiter, zm. 8 października 1408.
3. Juan Martínez de Murillo CanReg, opat Montearagón – kardynał prezbiter S. Lorenzo in Damaso[3], zm. w listopadzie 1420.
4. Carlos Jordán de Urriés y Pérez Salanova – kardynał diakon S. Giorgio in Velabro[4], zm. 8 października 1420.
5. Alfonso Carrillo de Albornoz – kardynał diakon S. Eustachio[4], zm. 14 marca 1434.

### 14 grudnia 1412
1. Pedro Fonseca – kardynał diakon S. Angelo in Pescheria[4], zm. 21 sierpnia 1422.

## Ludovico Fieschi
Ludovico Fieschi, kardynał diakon S. Adriano w obediencji rzymskiej od 17 grudnia 1384, przeszedł na stronę Benedykta XIII w październiku 1404 i został zatwierdzony przez niego na urzędzie kardynalskim 17 listopada 1404. W 1409 przeszedł do obediencji pizańskiej, a następnie wziął udział w Soborze w Konstancji i wyborze Marcina V w 1417. Zmarł 3 kwietnia 1423.

## Nominacje z 27 listopada 1422
Opuszczony przez prawie wszystkich swoich zwolenników Benedykt XIII dwa dni przed swoją śmiercią mianował czterech nowych kardynałów z poleceniem, by wybrali jego następcę. Między tą czwórką doszło do rozłamu - trzech z nich obrało antypapieża Klemensa VIII (1423–1429), a jeden, Jean Carrier nie uznawszy tego wyboru samodzielnie naznaczył na papieża Bernarda Garniera (1425–?, zm. ok. 1453). Żaden z tych dwóch antypapieży nie odegrał już większej roli:
1. Julián Lobera y Valtierra, kapelan papieski, skryptor listów apostolskich – kardynał prezbiter Ss. XII Apostoli, następnie (1429?) kardynał biskup Ostia e Velletri, zrezygnował 16 sierpnia 1429, zm. 1435.
2. Ximeno Dahe, audytor Kamery Apostolskiej – kardynał prezbiter S. Lorenzo in Lucina, zrezygnował 23 sierpnia 1429, zm. 1431.
3. Dominique de Bonnefoi OCarth, przeor Montealegre – kardynał prezbiter S. Pietro in Vincoli, zrezygnował 24 sierpnia  1429, zm. po 1429
4. Jean Carrier, archidiakon Rodez – kardynał prezbiter S. Stefano al Monte Celio; ekskomunikowany przez antypapieża Klemensa VIII w grudniu 1423, nie uznał swojej depozycji i wyznaczył Bernarda Garniera na antypapieża Benedykta XIV, zm. ok. 1433